# Emma Bouvin
Emma Ingrid Maria Bouvin, född Löfgren 12 oktober 1982 i Masthuggs församling i Göteborg, är en svensk journalist och krönikör.
Bouvin arbetar på Dagens Nyheter sedan 2010. Hon har tidigare varit anställd på bland annat Aftonbladet, Svenska Dagbladet och Örnsköldsviks Allehanda. Tillsammans med Mikael Delin nominerades Bouvin 2020 till Stora journalistpriset för reportaget ”Känns som att vi var på coronans ground zero i Stockholm”, som handlade om en 60-årsfest som blev ett superspridarevent i början av coronavirusutbrottet.
År 2020 debuterade Bouvin som författare på Norstedts förlag med Det här är den bästa tiden i ditt liv och 2025 kom hennes första roman, Solen skiner alltid på Tjurkö. Hon har även skrivit två barnböcker, Vi vill ha fredagsmys! (2022, Rabén & Sjögren) och Ett moln i tajts (2024).
Bouvin är dotter till Sveriges Radios utrikeskorrespondent Maria Persson Löfgren och korrespondenten och dokumentärfilmaren Peter Löfgren.